# 大画眉草
大画眉草（学名：Eragrostis cilianensis）是禾本科画眉草属的植物。分布在世界热带和温带地区以及中国大陆的全国各地等地，生长于海拔300米至2,800米的地区，多生长在开阔地、路边草丛中、田边、山谷水边、石坡、路边、河边沙地、荒地、山坡疏林中、草甸、山坡及田中，目前尚未由人工引种栽培。